# Devin Druid
Devin Druid (ur. 27 stycznia 1998 w Chesterfield) – amerykański aktor filmowy i serialowy.

## Filmografia
- Troop 491: the Adventures of the Muddy Lions (2013) jako Melvin[2]
- Louie (2014) jako młody Louie[2]
- Olive Kitteridge (2014) jako Christopher (13 lat)[2]
- Głośniej od bomb (2015) jako Conrad[2]
- Jamnik (2016) jako Dwight[2]
- Macbeth Unhinged (2016) jako Boy Macduff[2]
- Imperium (2016) jako Johnny[2]
- Sugar! (2017) jako Danny[2]
- Trzynaście powodów (2017–2018) jako Tyler Down[2]
- Cam (2018) jako Jordan[2]